# خودروی برقی
خودروی برقی به خودرویی گفته می‌شود که از باتری‌های قابل شارژ به عنوان منبع انرژی، و از موتور الکتریکی به عنوان نیروی محرکه استفاده می‌کند.
انواع خودرو الکتریکی می‌توانند در کاهش آلودگی هوای شهرها بسیار تاثیرگذار باشند. مدل‌های مختلف خودروی برقی از لحاظ ساختار و تکنولوژی کاملا متفاوت از مدل‌های بنزینی و دیزلی هستند و به انواع مختلفی تقسیم می‌شوند.
اولین خودروهای برقی کاربردی در دهه ۱۸۸۰ معرفی شدند. خودروهای برقی در اواخر قرن ۱۹ و اوایل قرن ۲۰ متداول بودند تا این که تولید این‌گونه خودروها با پیشرفت در موتورهای درون‌سوز و به خصوص استارت الکتریکی خودرو و تولید انبوه خودروهای بنزینی ارزان، دچار افت شدید گردید. در دهه‌های ۱۹۷۰ و ۱۹۸۰ میلادی با وقوع بحران انرژی دوباره خودروی برقی مورد توجه قرار گرفت ولی این علاقه‌مندی سبب تولید انبوه و ایجاد بازار رقابتی نشد.
از سال ۲۰۰۸ میلادی با توجه به پیشرفت فناوری باتری‌ها، افزایش بیماری‌ها و مرگ‌های ناشی از آلودگی هوا، نگرانی‌ها در خصوص قیمت نفت و نیاز به کاهش گازهای گلخانه‌ای انقلابی اساسی در تولید خودروهای برقی صورت گرفته‌است.
فروش اولین خودروهای تولید-انبوه ساخته شده توسط خودروسازی‌های بزرگ با معرفی خودروی تمام برقی نیسان لیف و خودروی دونیرو شارژ برقی شورلت ولت در اواخر دسامبر ۲۰۱۰ شروع شد. در دسامبر ۲۰۱۵ خودروهای برقی فروخته شده در سرتاسر جهان از مرز ۱ میلیون دستگاه عبور کرد، و در سپتامبر ۲۰۱۸ این عدد به ۴ میلیون دستگاه رسید.

از مزایای خودروی برقی نسبت به خودروی احتراقی می‌توان به کاهش قابل ملاحظه آلودگی هوای محلی، کاهش گازهای گلخانه‌ای و کاهش وابستگی به نفت اشاره کرد.
تعداد زیادی از کشورها و دولت‌های مربوطه به منظور ترویج و گسترش بازار خودروهای برقی از انگیزاننده‌های دولتی برای خودروهای برقی استفاده می‌کنند. نتایج تحقیقی که توسط رویترز در ژانویه سال ۲۰۱۹ بر روی ۲۹ خودروسازی بزرگ جهان انجام شده‌است نشان می‌دهد که خودروسازان قصد دارند در ۵ تا ۱۰ سال آینده میزان ۳۰۰ میلیارد دلار روی خودروهای برقی سرمایه‌گذاری کنند که ۴۵٪ از این مبلغ فقط متعلق به کشور چین است.
در مقایسه با خودروهای با موتور درون‌سوز، خودروهای برقی کم صداتر بوده و هیچ گونه آلودگی خروجی از اگزوز ندارند.
خودروهای برقی را می‌توان در ایستگاه‌های شارژ متنوعی شارژ کرد، این ایستگاه‌های شارژ را می‌توان در مناطق عمومی و منازل مسکونی نصب کرد. خودروی تسلا مدل ۳ پرفروش‌ترین خودروی برقی جهان از ۲۰۱۸ تا ۲۰۱۹ بوده‌است و طبق تأیید سازمان حفاظت از محیط زیست ایالات متحده آمریکا، حداکثر مسافت قابل طی با این خودرو با شارژ کامل ۵۰۰ کیلومتر می‌باشد.
تا دسامبر ۲۰۱۸، نزدیک به ۵٫۳ میلیون خودروی تمام-برقی سبک و خودروی برقی دونیرو (خودرویی که علاوه بر شارژ خارجی، موتور و مولد داخلی دارد) در سراسر دنیا در حال استفاده بوده‌است. علیرغم گسترش سریع بازار جهانی خودروهای برقی، تا انتهای سال ۲۰۱۸ سهم خودروهای برقی، فقط ۱ از هر ۲۵۰ خودروی موجود در جاده‌ها خواهد بود.
برخلاف خودروهای معمولی درون‌سوز (ICE) که با بنزین کار می‌کنند، ماشین برقی برای تولید انرژی لازم جهت حرکت به احتراق از طریق سوخت نیازی ندارد. در عوض، این مدل خودرو از انرژی الکتریکی ذخیره شده در باتری خود برای چرخاندن موتور الکتریکی یا موتورهای متصل به چرخ‌ها استفاده می‌کند و به جلو حرکت می‌کند. به این ترتیب، ماشین برقی در مقایسه با خودروهای بنزینی قطعات متحرک کمتری دارد و در مجموع، کمتر به تعمیر و نگهداری نیاز پیدا می‌کند. می‌توان انرژی مورد نیاز این خودروها را از طریق سوخت‌های فسیلی یا منابع انرژی تجدیدپذیر تأمین کرد. این ویژگی سبب محبوبیت بیشتر خودروی برقی شده است.

## اصطلاح‌شناسی
خودروی برقی (به انگلیسی: Electric car) گونه ای از وسیله نقلیه برقی (به انگلیسی: Electric vehicle (EV)) است. از عبارت «وسیله نقلیه برقی» برای وسایل نقلیه‌ای استفاده می‌شود که نیروی پیشرانه خود را از برق تأمین می‌کند در حالیکه عبارت «خودروی برقی» فقط برای خودروهایی استفاده می‌شود که توانایی و امکان حرکت در بزرگراه را داشته باشد.
خودروی برقی که از سلول خورشیدی برای تأمین برق خود استفاده می‌کند خودروی خورشیدی و خودرویی که برای تأمین برق از مولد بنزینی استفاده می‌کند خودروی هیبریدی نامیده می‌شود. خودرویی که فقط از باتری همراه برای تأمین برق مورد نیاز خود استفاده می‌کند خودروی تمام-برقی نامیده می‌شود. معمولاً منظور از خودروی برقی، خودروی تمام-برقی است.

## تاریخچه

### اختراع

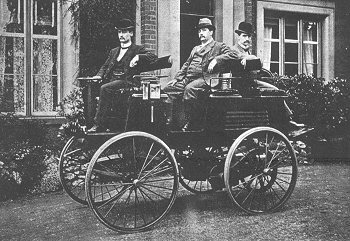
توماس پارکر سال ۱۸۸۴

باتری‌های قابل شارژی که ذخیره‌سازی برق را در خودرو امکان‌پذیر کند در سال ۱۸۵۹ میلادی و توسط یک فیزیک‌دان فرانسوی به نام گاستون پلانته اختراع شد. این باتری‌های باتری سربی-اسیدی نام گرفتند.

اولین خودروی برقی را توماس پارکر یک مهندس اهل لندن در سال ۱۸۸۴ میلادی ساخت. پارکر که نگران آلودگی شهر لندن و نیز علاقه‌مند به ساخت خودروهای با مصرف کارآمدتر سوخت بود در نهایت توانست یک خودروی برقی قابل استفاده تولید کند.

### دوره طلایی
در اواخر قرن نوزدهم و اوایل قرن بیستم میلادی خودروی برقی به واسطه ترجیح استفاده از انرژی الکتریکی به عنوان نیروی محرکه و عملکرد بهتر، پرطرفدار بود. در سال ۱۹۰۰ میلادی، ۴۰٪ خودروها در آمریکا با بخار، ۳۸٪ با برق و ۲۲٪ با بنزین کار می‌کردند.

## ساختار

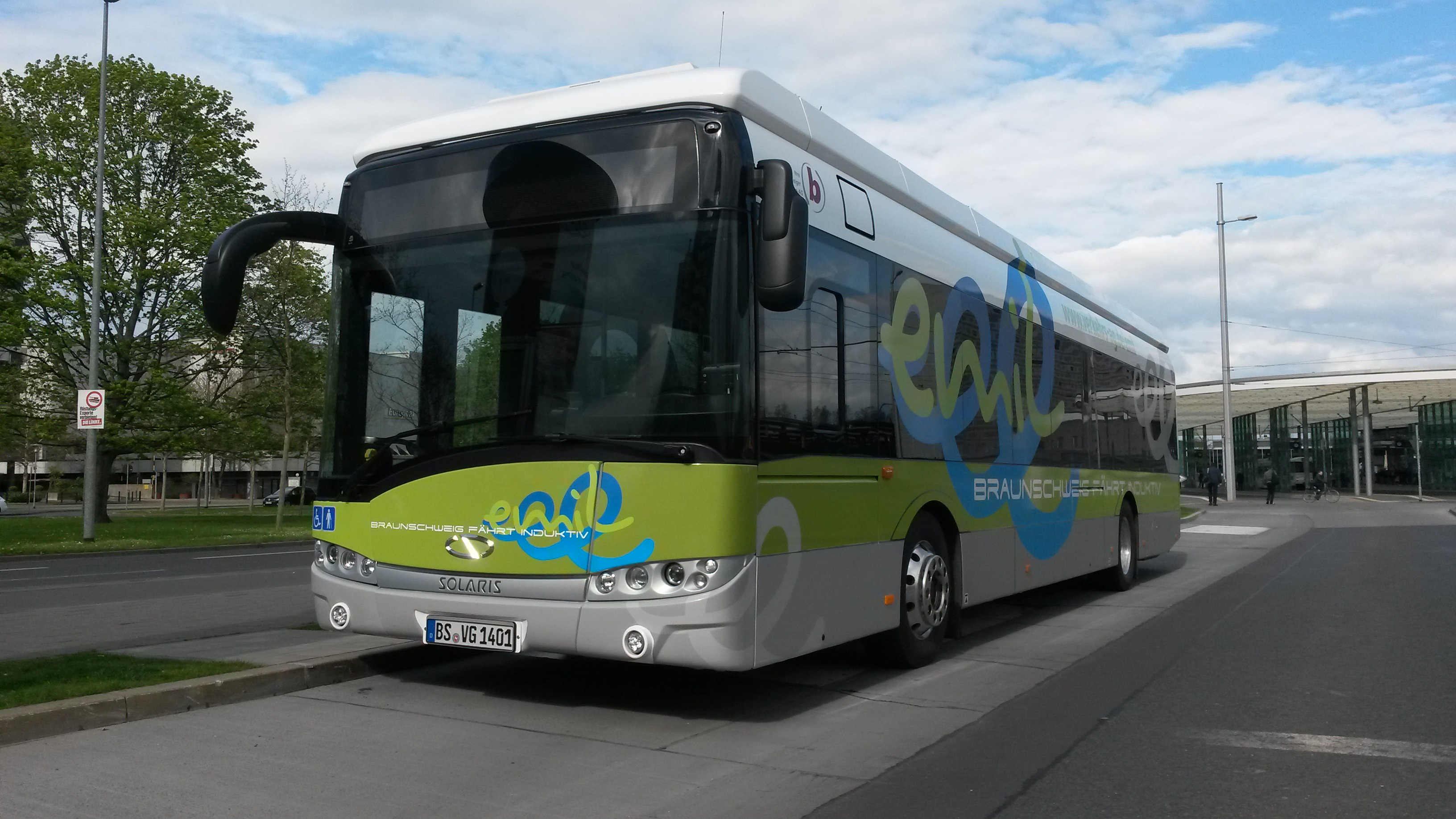
اتوبوس برقی باتری دار Solaris Urbino 12 electric، در جایگاه شارژ القایی. در ایستگاه‌های شارژ القایی یا بی‌سیم باتری از راه دور و بدون نیاز به اتصال سیمی، شارژ می‌شود.

قوای محرک یک وسیله نقلیه برقی شامل سه زیر مجموعهٔ اصلی است: نیرو محرکهٔ الکتریکی، منبع انرژی و کمک دهنده که این سه زیر مجموعه، خود دارای زیر مجموعه‌هایی هستند که در شکل به‌طور کامل نمایش داده شده‌اند.
بسته به ورودی‌هایی که از طریق پدال‌های گاز و ترمز اعمال می‌شوند، کنترل‌کنندهٔ وسیله نقلیه سیگنال کنترل مناسبی را به مبدل الکترونیکی قدرت ارسال می‌کند که وظیفهٔ مبدل الکترونیکی قدرت، تنظیم توان جاری شده بین موتور الکتریکی و منبع انرژی می‌باشد. جریان توان برگشت، به دلیل احیای ترمز وسیله نقلیهٔ الکتریکی رخ می‌دهد. این انرژی بازیافت شده می‌تواند در منبع انرژی ذخیره شود زیرا منبع انرژی قابلیت پذیرش این انرژی را دارد. اکثر باتری‌های وسایل نقلیهٔ الکتریکی همچون ابرخازن‌ها و فلای‌ویل‌ها، به آسانی توانایی پذیرش انرژی بازیافت شده را دارند. واحد مدیریت انرژی با کنترل‌کنندهٔ وسیله نقلیه همکاری می‌کند تا احیای ترمز و انرژی بدست آمده از طریق آن را کنترل کند. این بخش همچنین با واحد سوخت‌گیری در ارتباط است تا آن را کنترل کند و میزان قابلیت استفاده از منبع انرژی را به تصویر بکشد. منبع توان کمکی، توان مورد نیاز با سطوح ولتاژهای مختلف را برای همهٔ بخش‌های کمکی وسیله نقلیهٔ برقی تأمین می‌کند، مخصوصاً برای واحدهای کنترل‌کنندهٔ شرایط هوا و توان فرمان.

## باتری‌ها

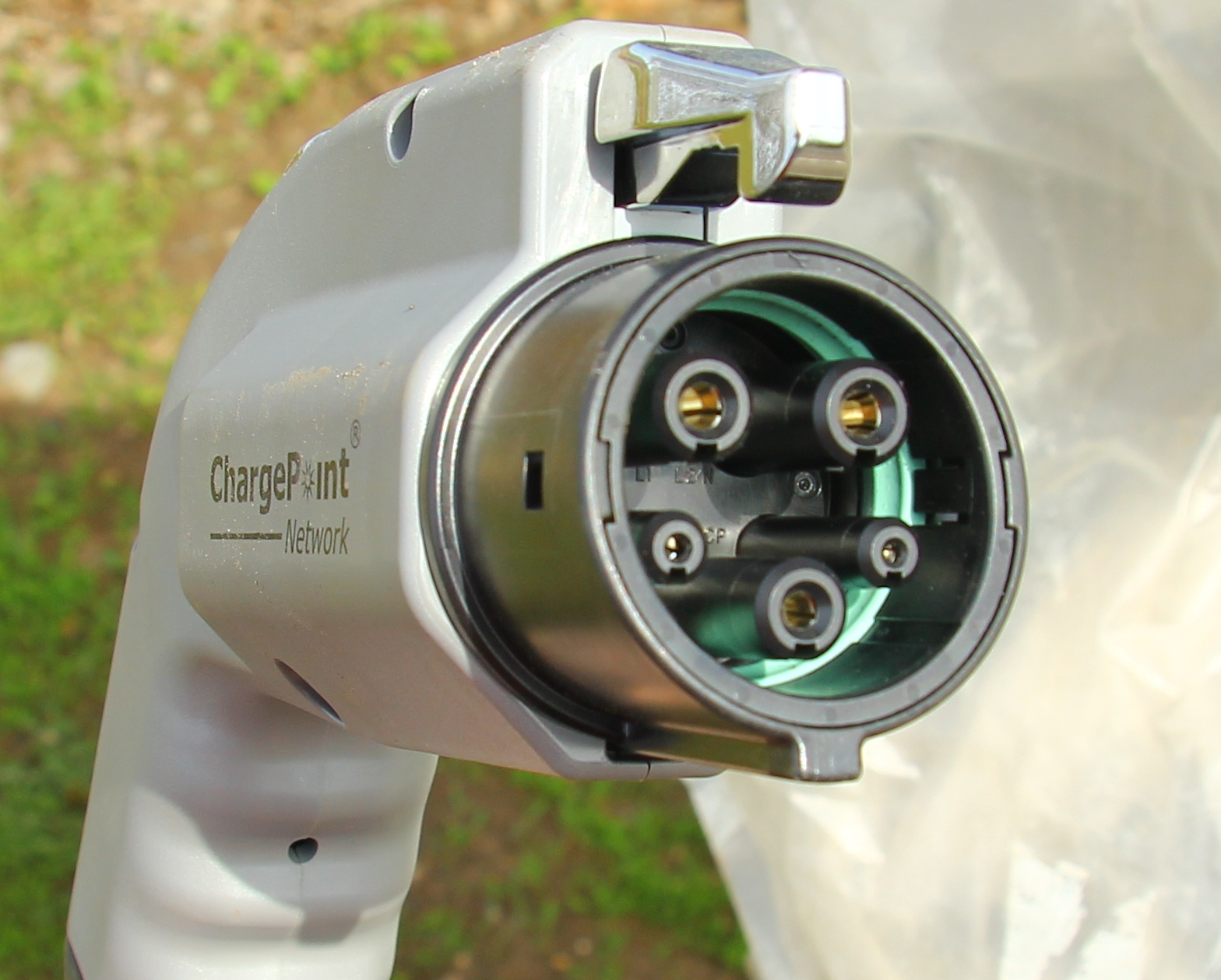
کانکتور SAE J۱۷۷۲–۲۰۰۹

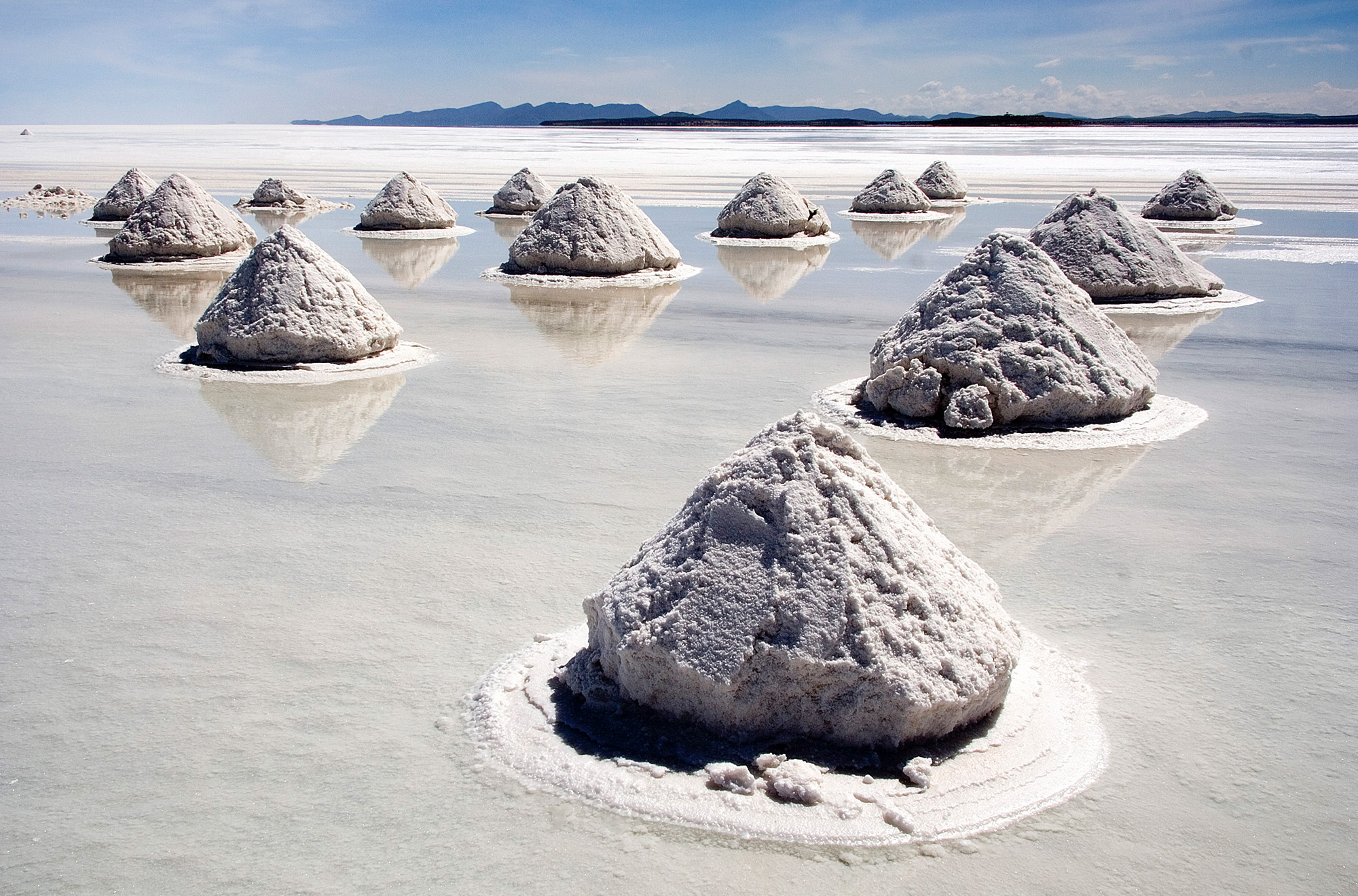
کویر نمک سالار دو ییونی در بولیوی یکی از بزرگترین ذخایر لیتیم شناخته شده در جهان است.

در فناوری خودروهای برقی باتری یکی از نقش‌های مهم را بر عهده دارد. عواملی چون ظرفیت باتری، عملکرد باتری، دوام باتری، طول عمر، چگالی انرژی، چگالی توان، حساسیت نسبت به دما، زمان شارژ و قیمت از شاخصه‌های مهم انتخاب باتری می‌باشد.

باتری بسیاری از خودروهای برقی که امروزه تولید می‌شوند از نوع لیتیوم-یون هستند. اگرچه باتری‌های لیتیومی اغلب به خاطر ظرفیت زیاد و چگالی انرژی مناسب مورد استفاده قرار می‌گیرند ولی عمر مفید و دوام آن‌ها محدود است و این مسئله از عمده عواملی است که هزینه‌های ساخت و تولید خودروی برقی را بالا برده‌است. تحقیقات برای استفاده از ترکیبات دیگری از لیتیوم مانند فسفات‌آهن-لیتیوم و لیتیوم-تیتانات برای حل مشکل دوام و عمر باتری‌ها در جریان است.

انواع دیگر باتری‌های مورد استفاده در خودروی برقی عبارتند از:
- باتری اسیدی که هنوز در بسیاری از مدل‌های خودروی برقی استفاده می‌شود. هزینه‌های اولیه کمتری نسبت به بقیه باتری‌ها دارد و افزایش توان خروجی با اضافه کردن تعداد باتری‌ها به سادگی قابل انجام است.
- باتری نیکل–کادم
- باتری نیکل– هیدرید فلز
- باتری نیکل-آهن

- باتری روی-هوا
- باتری آلومینیوم - هوا
- باتری نمک مذاب
- باتری روی-برم
- باتری اکسایش‌کاهش وانادیم

### شارژ خودروهای برقی
افزایش تعداد خودروهای برقی، اگرچه کاهش اتکا به سوخت‌های فسیلی را به دنبال خواهد داشت ولی شارژ خودروهای برقی می‌تواند یکی از معضلات پیش روی صنعت برق باشد. از سویی شرکت‌های توزیع و بهره برداران شبکه بایستی در خصوص تحویل توان درخواستی به صاحبان خودروهای برقی زیرساختهای خود را تقویت و به روز کنند و از طرف دیگر رفتار تصادفی و ناهماهنگ مالکان خودرو برای شارژ باتری می‌تواند شبکه توزیع را دچار مشکلاتی چون افزایش پیک مصرف، نوسانات ولتاژ و افزایش تلفات نماید.

### استاندارد شارژر در آمریکا
| نوع     | تعریف | مشخصات                                                      | نوع اتصال                                                          |
| ------- | --- | ----------------------------------------------------------- | ------------------------------------------------------------------ |
| نوع اول | جربان متناوب مستقیماً به شارژر تعبیه شده در خودرو وصل است.                                                                     | ۱۲۰ ولت جریان‌متناوب، ۱۶ آمپر(=۱٫۹۲کیلووات)                  | SAE J1772 , NEMA 5-15                                              |
| نوع دوم | جربان متناوب مستقیماً به شارژر تعبیه شده در خودرو وصل است. ۲۴۰–۲۸۰ ولت تکفاز. بیشینه جریان ۳۲آمپر، با کلیدی با قدرت قطع ۴۰آمپر | ۲۰۸–۲۴۰ ولت؛ ۱۲–۸۰ آمپر(= ۲٫۵–۱۹٫۲ کیلووات)                 | SAE J1772 , IEC 62196 , Magne Charge, Avcon, IEC 60309 IEC 62198-2 |
| نوع سوم | جریان مستقیم از شارژر خارج خودرو. حداقل توان مورد نیاز نیست ولی حداکثر جریان ۴۰۰آمپر و توان ۲۴۰کیلووات می‌باشد                 | ولتاژ بالا ۳۰۰–۶۰۰ ولت جریان مستقیم، جریان بالا (صدها آمپر) | Magne Charge CHAdeMO , SAE J1772 , IEC 62196                       |

## مسائل اقتصادی

### هزینه خرید
دولت‌ها و کشورهای زیادی قوانینی تشویقی برای کاهش هزینه خرید خودروهای برقی ایجاد کرده‌اند.
تولیدکنندگان در هنگام طراحی دریافته اند که برای تولید با حجم کم، ایجاد تغییرات در پلتفرم‌های موجود برایشان ارزان‌تر خواهد بود اما برای تولید انبوه طراحی و ساخت یک پلتفرم مخصوص باعث بهینه‌تر شدن و ارزان‌تر شدن محصول نهایی خواهد شد.

### هزینه نگهداری
بر اساس تحقیقی که در سال ۲۰۱۸ در ایالات متحده انجام شده‌است، هزینه متوسط استفاده از یک خودروی برقی در سال برابر ۴۸۵ دلار می‌باشد در حالیکه هزینه استفاده از یک خودروی بنزینی ۱۱۱۷ دلار در سال است.

## خودروی برقی در ایران
آریزو 5 برقی
محصول مدیران خودرو

### ساینای برقی

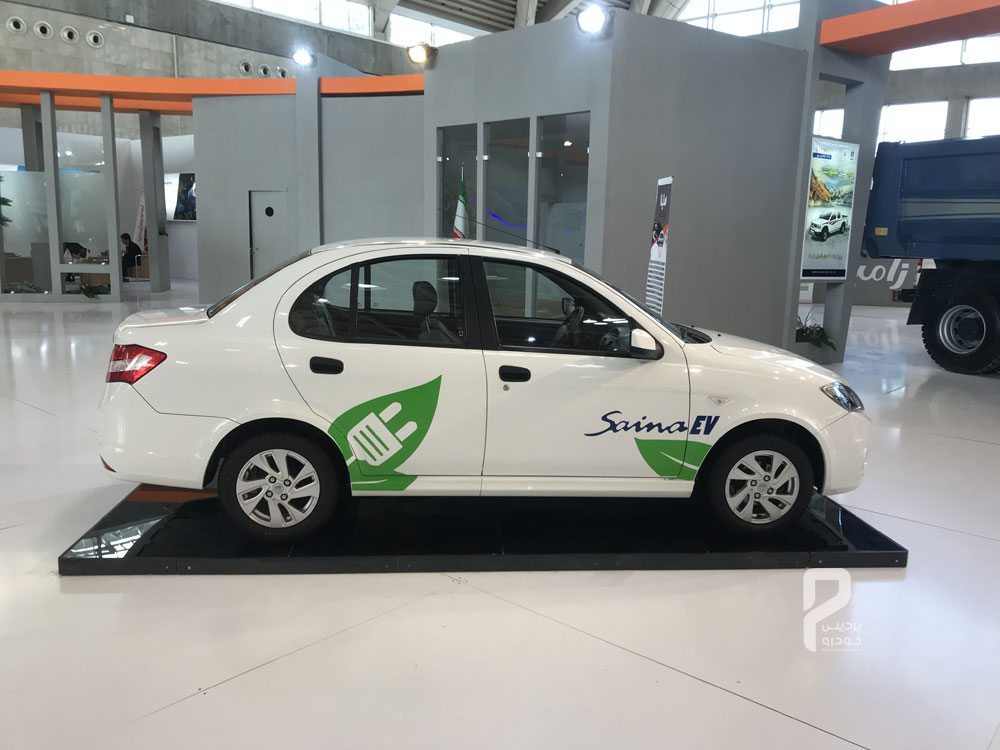
ساینای برقی

طبق گزارشی از خبرگزاری دویچه وله آلمان، تا کنون چند خودروی برقی تحقیقاتی در ایران ساخته شده‌اند. در دی ماه سال ۱۳۹۶ از خودرویی تحت عنوان ساینای برقی رونمایی شد و قرار بود اولین خودرو تولید انبوه برقی ایران باشد. اتفاقی که البته تاکنون رخ نداده‌است و این خودرو در حد یک نمونه باقی مانده‌است. قیمت ساینای برقی در سال ۱۳۹۶ که پراید ۲۰ میلیون تومان بود، ۷۰ میلیون تومان اعلام شده بود ولی پس از افزایش شدید قیمت خودرو در ایران، قیمت جدیدی برای این خودرو مشخص نشده‌است. با وجود قیمت گران‌تر نسبت به مشابه بنزینی، به‌نظر می‌رسد در صورت تولید ساینای برقی، مردم نیاز به مشوق‌هایی برای خرید این خودرو داشته باشند. از طرفی زیر ساخت شارژ سریع برای این خودرو در شهرهای ایران وجود ندارد.

### تارا برقی
ایران خودرو بعد از معرفی کانسپت‌های رانا و دنای برقی، در طی مراسمی در تاریخ ۳۰ شهریور ۱۴۰۱ که با حضور مدیران ارشد ایران خودرو و اصحاب رسانه برگزار شد، از مدل‌ برقی خودروی تارا پرده برداشت. تارا برقی ساخت شرکت جتکو از یک موتور برقی با توان حداکثر ۱۶۰ اسب بخار و گشتاور ۳۰۰ نیوتن متر برخوردار است که می‌تواند طی ۹ ثانیه از صفر تا ۱۰۰ کیلومتر شتاب بگیرد. تارا برقی از یک باتری ۴۵ کیلوواتی بهره می‌برد که با یک بار شارژ توان پیمایش ۳۰۰ کیلومتر را دارا است. با استفاده از شارژر سریع این خودرو در کمتر از ۳۰ دقیقه و با شارژر خانگی در ۱۰ ساعت شارژ ۱۰۰ درصد می‌شود. در مراسم رونمایی از این خودرو عنوان شد که ایران خودرو برای عرضه این خودرو به بازار آماده است.

### یوز

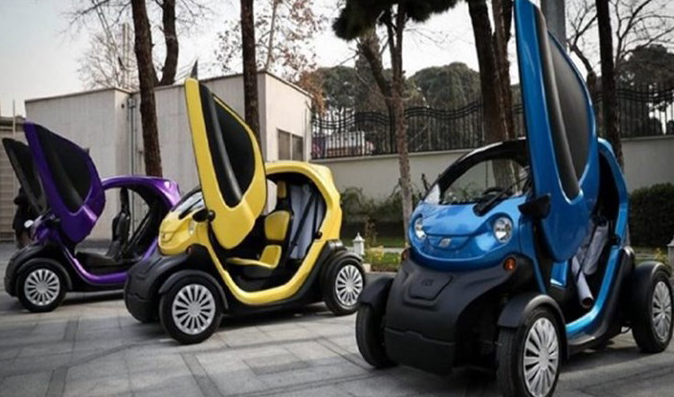
یوز

خودروی یوز با پلت‌فرمی مشترک با رنو توئیزی به عنوان اولین محصول تجاری شرکت پاراکس موتور در سال ۱۳۹۴ در نظر گرفته شده بود؛ اما به سبب چالش‌های استاندارد و نوسانات اقتصادی پروسه توسعه یوز به عنوان یک موتورسیکلت چهارچرخ برقی یا اولین ماشین برقی ایرانی به طول انجامید و در نهایت در اواخر سال ۱۴۰۰ مجوزهای لازم برای صدور پلاک این خودرو صادر شد و در همان زمان قیمت ۶۰۰ میلیون تومان برای آن تعیین شد. البته با توجه به هزینه بالای تولید در تیراژ گسترده این محصول در تیراژ محدود به تولید رسید و تولید انبوه نداشت.

### خودروی برقی کرمان موتور
کرمان موتور با همکاری گروه مپنا درحال توسعه یک خودروی برقی براساس جک جی۴ است.

## خودروی برقی، جایگزین خودرو فرسوده در ایران
در حالت کلی به خودرویی فرسوده گفته می‌شود که عملا بازدهی نداشته و از رده فعالیت خارج شده باشد.  در حقیقت خودرویی که به سن ۲۰ سالگی رسیده باشد یا دو بار به صورت متوالی موفق به دریافت برگه معاینه فنی نشود، فرسوده محسوب شده و دارای شرایط اسقاط خودرو است. این وسایل نقلیه که هم شامل خودروهای سالخورده می‌شوند و هم ماشین‌هایی که بر اثر حادثه دیگر قادر به حرکت نیستند، باعث ایجاد مشکلاتی برای مالک و هم‌چنین محیط پیرامون خود می‌شوند.
خودروهای برقی، جایگزین بسیار جذابی برای خودرو فرسوده هستند و در حال حاضر در مراکز معتبر اسقاط خودرو در ایران می‌توانید با تحویل خودرو فرسوده و دریافت گواهی اسقاط، برای خرید خودروی برقی اقدام کنید. 

## خودروهای برقی موجود کنونی

### قابل رانندگی در آزادراه
بنابر گزارشی از Bloomberg New Energy Finance، در دسامبر سال ۲۰۱۸، تقریباً ۱۸۰ مدل خودروی سواری تمام‌برقی و ون‌های قابل استفاده برای خرده فروشی در سطح جهان وجود دارد.
در دسامبر سال ۲۰۱۹، تسلا با مجموع فروش جهانی بیش از ۹۰۰٬۰۰۰ خودرو تمام‌برقی از سال ۲۰۰۸ تاکنون، به‌عنوان تولیدکننده برتر خودروهای الکتریکی در جهان شناخته شد.
در جدول زیر پرفروش‌ترین خودروهای الکتریکی با قابلیت رانندگی در بزرگراه‌ها با فروش تجمعی جهانی بیش از ۱۳۵۰۰۰ دستگاه از ابتدای تأسیس تا دسامبر سال ۲۰۲۰ آورده شده‌است:
| تصویر | شرکت            | مدل                      | عرضه به بازار | فروش جهانی از بدو فروش | فروش جهانی سالانه | مجموع فروش تا سال | منابع                                                                 |
| --- | --------------- | ------------------------ | ------------- | ---------------------- | ----------------- | ----------------- | --------------------------------------------------------------------- |
| | تسلا موتورز     | تسلا مدل ۳               | ۲۰۱۷–۰۷       | +۸۱۰٬۰۰۰               | ۳۶۵٬۰۰۰ (۲۰۲۰)    | ۲۰۲۰–۱۲           | [ ۴۶ ] [ ۴۷ ] [ ۴۸ ] [ ۴۹ ] [ ۵۰ ] [ ۵۱ ]                             |
| | نیسان           | نیسان لیف                | ۲۰۱۰–۱۲       | ۵۰۰٬۰۰۰                | ۵۵٬۷۴۰ (۲۰۲۰)     | ۲۰۲۰–۱۲           | [ ۴۶ ] [ ۵۲ ]                                                         |
| | تسلا موتورز     | تسلا مدل اس              | ۲۰۱۲–۰۶       | ۳۰۸٬۰۰۰                | ۲۸٬۰۰۰ (۲۰۱۹)     | ۲۰۲۰–۱۲           | [ ۵۳ ] [ ۵۴ ] [ ۵۵ ] [ ۵۶ ] [ ۵۷ ] [ ۴۷ ]                             |
| | رنو             | رنو زوئی                 | ۲۰۱۲–۱۲       | ۲۸۴٬۷۶۱                | ۱۰۲٬۸۶۸ (۲۰۲۰)    | ۲۰۲۰–۱۲           | [ ۵۸ ] [ ۵۹ ]                                                         |
| | BAIC            | BAIC EC-Series           | ۲۰۱۶–۱۲       | 205,600(2)             | ۲۷٬۳۵۰ (۲۰۱۹)     | ۲۰۲۰–۱۲           | [ ۵۳ ] [ ۶۰ ] [ ۶۱ ] [ ۶۲ ]                                           |
| | BAIC            | BAIC EU-Series           | ۲۰۱۶–۰۱       | 203,800(2)             | ۱۱۱٬۰۴۷ (۲۰۱۹)    | ۲۰۲۰–۱۲           | [ ۵۳ ] [ ۶۰ ] [ ۶۲ ]                                                  |
| | بی‌ام‌و           | BMW i3                   | ۲۰۱۳–۱۱       | 191,000(3)             | ۴۱٬۸۰۰ (۲۰۱۹)     | ۲۰۲۰–۰۸           | [ ۶۳ ] [ ۶۴ ] [ ۶۵ ]                                                  |
| | تسلا موتورز     | تسلا مدل ایکس            | ۲۰۱۵–۰۹       | ۱۸۰٬۰۰۰                | ۳۹٬۰۰۰ (۲۰۱۹)     | ۲۰۲۰–۱۲           | [ ۵۳ ] [ ۵۵ ] [ ۵۶ ] [ ۵۷ ] [ ۴۷ ] [ ۶۶ ] [ ۶۷ ] [ ۶۸ ] [ ۶۹ ] [ ۷۰ ] |
| | سایک-جی‌ام-ولینگ | Wuling Hongguang Mini EV | ۲۰۲۰–۰۷       | ۱۶۰٬۰۰۰                | ۱۲۰٬۰۰۰ (۲۰۲۰)    | ۲۰۲۱–۰۱           | [ ۵۳ ] [ ۷۱ ]                                                         |
| | چری             | Chery eQ                 | ۲۰۱۴–۱۱       | ۱۳۹٬۰۰۰                | ۳۹٬۴۰۰ (۲۰۱۹)     | ۲۰۲۰–۰۸           | [ ۶۳ ]                                                                |
| | گروه فولکس‌واگن  | Volkswagen e-Golf        | ۲۰۱۴–۰۶       | ۱۳۶٬۰۰۰                | ۳۶٬۰۱۶ (۲۰۱۹)     | ۲۰۲۰–۰۸           | [ ۶۳ ]                                                                |
| یادداشت:(1) خودروهایی قابل رانندگی در آزادراه هستند که بتوانند تا حداقل ۱۰۰ کیلومتر بر ساعت سرعت داشته باشند.(2) فروش فقط در چین اصلی. (۳) فروش BMW i3 شامل نسخه REx نیز است. |                 |                          |               |                        |                   |                   |                                                                       |